# باخي، ريو غراندي دو سول
باخي، ريو غراندي دو سول هي بلدية في البرازيل، تتبع ريو غراندي دو سول، بلغ عدد سكانها 116٬794  نسمة، في 2010، تبلغ مساحتها 4٬095٫53 كيلومتر مربع، رمزها البريدي هو 96400.

## الموقع
تشترك في الحدود مع:
- Aceguá, Brazil [الإنجليزية]‏
- لابراس دوسول [الإنجليزية]‏.

## المناخ
يظهر الجدول التالي التغييرات المناخية على مدار السنة لباخي، ريو غراندي دو سول:
| البيانات المناخية لـباخي، ريو غراندي دو سول     | البيانات المناخية لـباخي، ريو غراندي دو سول | البيانات المناخية لـباخي، ريو غراندي دو سول | البيانات المناخية لـباخي، ريو غراندي دو سول | البيانات المناخية لـباخي، ريو غراندي دو سول | البيانات المناخية لـباخي، ريو غراندي دو سول | البيانات المناخية لـباخي، ريو غراندي دو سول | البيانات المناخية لـباخي، ريو غراندي دو سول | البيانات المناخية لـباخي، ريو غراندي دو سول | البيانات المناخية لـباخي، ريو غراندي دو سول | البيانات المناخية لـباخي، ريو غراندي دو سول | البيانات المناخية لـباخي، ريو غراندي دو سول | البيانات المناخية لـباخي، ريو غراندي دو سول | البيانات المناخية لـباخي، ريو غراندي دو سول |
| الشهر                                           | يناير                                       | فبراير                                      | مارس                                        | أبريل                                       | مايو                                        | يونيو                                       | يوليو                                       | أغسطس                                       | سبتمبر                                      | أكتوبر                                      | نوفمبر                                      | ديسمبر                                      | المعدل السنوي                               |
| ----------------------------------------------- | ------------------------------------------- | ------------------------------------------- | ------------------------------------------- | ------------------------------------------- | ------------------------------------------- | ------------------------------------------- | ------------------------------------------- | ------------------------------------------- | ------------------------------------------- | ------------------------------------------- | ------------------------------------------- | ------------------------------------------- | ------------------------------------------- |
| الدرجة القصوى °م (°ف)                           | 39.2 (102.6)                                | 38.9 (102.0)                                | 38.4 (101.1)                                | 33.9 (93.0)                                 | 31.0 (87.8)                                 | 30.3 (86.5)                                 | 29.6 (85.3)                                 | 33.0 (91.4)                                 | 33.9 (93.0)                                 | 34.9 (94.8)                                 | 37.8 (100.0)                                | 39.9 (103.8)                                | 39.9 (103.8)                                |
| متوسط درجة الحرارة الكبرى °م (°ف)               | 29.7 (85.5)                                 | 28.6 (83.5)                                 | 27.5 (81.5)                                 | 23.9 (75.0)                                 | 20.0 (68.0)                                 | 17.4 (63.3)                                 | 17.0 (62.6)                                 | 19.3 (66.7)                                 | 20.2 (68.4)                                 | 23.3 (73.9)                                 | 26.1 (79.0)                                 | 28.7 (83.7)                                 | 23.5 (74.3)                                 |
| المتوسط اليومي °م (°ف)                          | 23.5 (74.3)                                 | 22.7 (72.9)                                 | 21.5 (70.7)                                 | 18.1 (64.6)                                 | 14.6 (58.3)                                 | 12.2 (54.0)                                 | 11.6 (52.9)                                 | 13.2 (55.8)                                 | 14.6 (58.3)                                 | 17.5 (63.5)                                 | 20.0 (68.0)                                 | 22.4 (72.3)                                 | 17.7 (63.9)                                 |
| متوسط درجة الحرارة الصغرى °م (°ف)               | 18.1 (64.6)                                 | 17.9 (64.2)                                 | 16.9 (62.4)                                 | 13.9 (57.0)                                 | 10.9 (51.6)                                 | 8.6 (47.5)                                  | 7.9 (46.2)                                  | 9.1 (48.4)                                  | 10.1 (50.2)                                 | 12.7 (54.9)                                 | 14.6 (58.3)                                 | 16.7 (62.1)                                 | 13.1 (55.6)                                 |
| أدنى درجة حرارة °م (°ف)                         | 7.6 (45.7)                                  | 7.4 (45.3)                                  | 5.4 (41.7)                                  | 2.3 (36.1)                                  | −1.2 (29.8)                                 | −3.9 (25.0)                                 | −3.8 (25.2)                                 | −1.8 (28.8)                                 | 0.0 (32.0)                                  | 0.6 (33.1)                                  | 3.0 (37.4)                                  | 4.5 (40.1)                                  | −3.9 (25.0)                                 |
| الهطول مم (إنش)                                 | 125.0 (4.92)                                | 130.7 (5.15)                                | 102.6 (4.04)                                | 161.3 (6.35)                                | 150.8 (5.94)                                | 131.7 (5.19)                                | 132.3 (5.21)                                | 106.3 (4.19)                                | 111.1 (4.37)                                | 129.7 (5.11)                                | 118.9 (4.68)                                | 113.2 (4.46)                                | 1٬513٫6 (59.59)                             |
| متوسط أيام هطول الأمطار (≥ 1.0 mm)              | 7                                           | 9                                           | 7                                           | 8                                           | 8                                           | 8                                           | 8                                           | 7                                           | 8                                           | 8                                           | 7                                           | 6                                           | 91                                          |
| متوسط الرطوبة النسبية (%)                       | 66.2                                        | 70.0                                        | 71.0                                        | 73.4                                        | 77.4                                        | 78.1                                        | 75.8                                        | 71.4                                        | 70.9                                        | 69.2                                        | 66.9                                        | 64.4                                        | 71.2                                        |
| ساعات سطوع الشمس الشهرية                        | 244.7                                       | 204.7                                       | 211.5                                       | 166.4                                       | 152.7                                       | 120.5                                       | 143.7                                       | 140.8                                       | 156.2                                       | 198.0                                       | 226.6                                       | 252.1                                       | 2٬217٫9                                     |
| المصدر #1: Instituto Nacional de Meteorologia   |                                             |                                             |                                             |                                             |                                             |                                             |                                             |                                             |                                             |                                             |                                             |                                             |                                             |
| المصدر #2: Meteo Climat (record highs and lows) |                                             |                                             |                                             |                                             |                                             |                                             |                                             |                                             |                                             |                                             |                                             |                                             |                                             |

## أعلام
- دينر أسونساو براز
- برانكو
- رينالدو لوبيز كوستا
- أندرسون رودريغوس
- إميليو غاراستازو ميديسي